# 地震考古学
地震考古学（じしんこうこがく）とは、地震学と考古学をあわせ持つ学問であり、遺跡にある地震跡の調査と、歴史資料の地震に関する記述との照らし合わせによって、発生年代の推定や将来の地震の予測を行う、新しい学問分野。提唱者は寒川旭。

## 成立過程
提唱者である寒川旭は、学生時代に、大阪平野東部にある古市古墳群の空中写真を目にし、誉田山古墳の前方部にある大きな崩壊跡と、その跡を通るように南北に走る断層崖の存在に気がついた。これは活断層ではないかという思いを抱き、研究職に就いた後に調査を始めた。その結果、マグニチュード7.1程度の大地震によって、誉田山古墳が切断されたと判明した。その後も遺跡発掘現場を巡り、地震跡を研究し続けた。地震考古学とは、このように考古遺跡から発見される地震跡から、時には現存する文字資料も調べて、地震の発生年代の確定、地震の発生間隔の把握、さらに将来の地震の予知にも役立てようという学問である。この新しい学問分野が提唱されたのは、1988年5月に開かれた日本文化財科学会と日本考古学協会においてであった。

## 意義
日本列島は地震が多く、考古遺跡も各地に点在している。さらに、歴史資料も数多く残っている。寒川が述べる、このような環境において地震考古学の研究を進める意義を挙げる。
- 遺跡から地震の痕跡が見つかった場合、遺跡には時代がわかる遺物が多く含まれているので、地震が発生した年代を特定することができ、さらには、その地震についての記述がある歴史資料と対比させて、地震が発生した年月日や時刻などを詳細に特定できる。
- 大地震は同じ場所である程度決まった間隔で起こると考えられているので、過去の複数回の発生時期がわかると、その間隔もわかり、将来の地震発生時期の推定に役立つ。また、地質条件が同じであれば、地震によって似通った地盤災害が繰り返されるので、将来の地震による影響も予測できる。
- 遺跡での観察によって、液状化現象などの地質現象がどのようなものであるのかが明らかになることもある。発掘現場であれば、地震跡を地下深く調査することが可能であるからだ。
- ある地域に一連の地震跡群があり、その一部で年代が特定できたとすれば、地震跡はそれぞれの地域ごとに異なったユニークな時代目盛になり、将来、考古学の調査において活用できるだろう。
- 今まで明確な説明が与えられなかった、歴史・考古学上の事象を、地震の概念によって説明できることもありうる。

## 調査方法

### 断層と地割れの調査
古墳・建物・柱穴などのさまざまな遺構に断層が見つかった場合、断層面に直交するようにトレンチを開け、断層面の傾きから、正断層か逆断層かを判断する。日本の活断層の大部分は逆断層なので、逆断層を発見した場合は地震の可能性が強い。正断層の場合は地震に伴って生じた地盤の食い違いを示すことが多い。断層のみられる土層の上に別の土層があれば、地震発生の年代は上の土層の年代よりも前で、断層がある土層の年代より後だとわかる。
地割れが見つかり、地割れの内部がその土層の物質とは別の物質で埋まり、その上に新たな土層がある場合、地震の発生は上の土層と地割れが始まっている土層の間の時期となる。また、地震当時の地表部に堆積していた土層がまだ柔らかく、下位の土層が割れたときに一緒に割れずに内部に流れ込んだ地割れ跡もあるので、この場合は地震発生時期の推定に注意が必要である。

### 液状化跡の調査
地震に伴い、地下水を十分に含んだ砂や砂礫層で液状化現象が起こり、上にある土層を引き裂くように噴砂が発生する場合がある。噴砂の通り道（砂脈）は、砂の詰まった細長い割れ目の形を示している。砂脈が見つかると、これに直交するトレンチを開けて、液状化が発生した元の土層を確認する。液状化の元の土層の表面付近は土圧や地下水の影響から、地震後も形態が変形しやすいという特徴がある。
地震発生時に地表面に広がった噴砂は、保存条件が良い場合、上の土層の中に盛り上がった状態で残っている。この場合は噴砂の覆う面が地震発生時の地表面なので、時期の推定が正確にできる。しかし地表面に出た噴砂は流出しやすいので、先端が削られた状態で残っていることが多いので、多少分かりにくいかもしれないが、地震発生の時期は、砂脈のみられる土層とそれを覆う土層の間だとわかる。

## 成果
さまざまな発見がなされてきたので、その一部を挙げる。

### 長野県の諏訪湖底曽根遺跡
明治41年（1908年）、諏訪市大和の沖合500mの湖底から石器や獣骨が出土し、湖中の杭上建物跡説や断層活動による水没説、湖水の増加による水没説など多くの説が飛び交った。1970年代の調査で、諏訪湖南岸の荒神山遺跡の建物跡の床面が食い違っていることがわかり、1980年代には諏訪湖南東岸の一時坂遺跡で、弥生時代の長方形竪穴建物跡の床面に約10cmの段差が生じていることがわかった。これらの調査から、断層活動による水没説が有力になった。

### 福島県の杵ガ森古墳
この古墳は、福島県会津坂下町で1990年（平成2年）に発見され、東北地方最古の前方後円墳なので、学術的な意義は大きい。後円部を横切る、最大幅約7cmの小さな地割れを境に、墳丘を形作る整地層に食い違いがみられる。そして、墳丘の最上部には近世中期の陶器類を含む盛り土があるが、この部分は地割れの影響を受けていなかったので、盛り土をしたのは地震の後である。また、この古墳を囲むように造られた方形周溝墓群の溝にも砂脈が発見された。この砂脈は幅が約1cmだが、黒灰色の粘土の土層に白い細かな砂でできた砂脈がくっきりとみられる。溝を横切る位置で、溝の埋土を完全に引き裂いていることから、方形周溝墓形成後の地震であることは確実である。慶長16年（1611年）に記録に残る大地震が起きているので、この大地震によってできたのではないかと推測されている。

### 京都府の志水町遺跡
この遺跡は京都市伏見区の桂川沿いにある。河原の石を積み上げて作られた墓の遺構から、無数の砂脈が発見された。この墓は安土桃山時代に作られたもので、遺構の上は江戸時代初期の遺物を含む水田の堆積物が覆っている。すなわち、安土桃山時代以降から江戸時代初期にここで地震が起こったことがわかる。その頃の文献や資料（貴族の日記や寺の記録）を調べてみると、慶長5年（1600年）前後に起こった地震は、1596年9月5日午前0時（文禄5年閏7月13日子の刻）に起きたもの以外にないので、このときの地震跡だろうとわかる。「慶長伏見大地震」。この地震はとても大きな被害を現在の京都府・大阪府にもたらしたようで、この時代に書かれた多くの日記などの資料にこの地震についての記述がある。

### 京都府の木津川河床遺跡
この遺跡からも、前述の1596年9月5日の地震跡とみられるものが数多くみつかっている。この遺跡は志水町遺跡から5km程度離れた、八幡市内の桂川・宇治川・木津川という三つの川の合流地点にあり、様々な液状化跡が発見された。砂脈の上端の土層に水平に広がった砂の跡が残っていたが、これは地震当時の地表面に広がった噴砂で、この噴砂を取り除くと当時の水田の状態がそのまま保存されていて、人と牛の足跡が見つかった。また、長さが約30mで、最大幅が約1m10cmという巨大な砂脈もあり、この差脈のなかには粒子の大きさの異なる流跡が幾筋も見え、地震が起きてからしばらくの間に砂を含んだ水が何度も湧き上がってきたことが推測される
。

### 栃木県の日光地震と関谷断層
天和3年（1683年）に日光付近で何度も地震がおこり、日光東照宮の建造物にも被害が出た。この地震の影響で日光から20km離れたところにあった戸板山（現葛老山）が崩れ、その土砂によって川が堰きとめられて、巨大な湖が誕生した。この湖は、江戸と日光を結ぶ会津西街道の中で要所だった五十里宿を水没させたので、街道は使えなくなってしまった。1723年9月9日には、数日間続いた雨の影響で湖の水かさが増して、川を堰きとめていた部分が崩壊した。この結果、五十里宿が蘇り、街道も復活したが、それまで会津西街道の代わりとなっていた会津中街道も存続していたので2つの街道が争うことになった。これらのことが資料から明らかになっている。
この地域にある唯一の活断層は関谷断層という長さ約30kmのものなので、この断層のトレンチ調査が行われた。現在の那須塩原市で鮮明な土層の食い違いが発見され、さらにこの断層と箒川が交わる地点の、この川が作った一番新しい段丘面上でも約3mの食い違いが発見された。この段丘は、かつての箒川が離水してできたのだが、6世紀に関東北部全域に降った二ッ岳火山の軽石が見られないので、それ以後にできた可能性が高く、食い違いもその後にできたと考えられる。これらのことから、関谷断層により日光地震が引き起こされたと考えられている。